# U-221
U-221 — средняя немецкая подводная лодка типа VIIC времён Второй мировой войны.

## История
Заказ на постройку субмарины был отдан 15 августа 1940 года. Лодка была заложена 16 июня 1941 года на верфи «Германиаверфт» в Киле под строительным номером 651, спущена на воду 14 марта 1942 года. Лодка вошла в строй 9 мая 1942 года под командованием оберлейтенанта (позднее — капитан-лейтенанта) Ганса-Хартвига Тройера.

### Флотилии
- 9 мая 1942 года — 31 августа 1942 года — 5-я флотилия (учебная)
- 1 сентября 1942 года — 27 сентября 1943 года — 7-я флотилия

### История службы
Лодка совершила 5 боевых походов. Потопила 11 судов водоизмещением 69 589 брт, 10 военных кораблей суммарным водоизмещением 759 тонн (десантные баржи, перевозились на транспорте Southern Empress), повредила одно судно (7 197 брт).
Потоплена 27 сентября 1943 года к юго-западу от Ирландии, примерные координаты 47°00′ с. ш. 18°00′ з. д. глубинными бомбами с британского самолёта типа «Галифакс», который тоже погиб в этой атаке. 50 погибших (весь экипаж).

### Волчьи стаи
U-221 входила в состав следующих «волчьих стай»:
- Lachs 15 августа — 27 сентября 1942
- Pfeil 13 сентября 1942 года — 25 сентября 1942
- Wotan 8 — 16 октября 1942
- Draufgänger 1 — 11 декабря 1942
- Raufbold 15 — 22 декабря 1942
- Spitz декабрь 1942
- Neuland 8 — 12 марта 1943
- Dranger 14 — 20 марта 1943
- Drossel 8 — 13 мая 1943
- Trutz 1 июня — 16 июня 1943
- Trutz III 16 июня — 2 июля 1943

### Атаки и происшествия
- 8 декабря 1942 года U-221 преследуя конвой в составе крупной «волчьей стаи» Draufgänger протаранила однотипную лодку U-254, которая от полученных повреждений затонула, из всего экипажа моряки U-221 спасли лишь четверых человек. Лодка потеряла возможность погружаться и отправилась на базу для ремонта.
- 11 марта 1943 года во время атаки на конвой HX-228 U-221 потопила два судна и повредила ещё одно. После этого эскортные корабли атаковали лодку шестью глубинными бомбами. В результате взрывов U-221 получила серьёзные повреждения и прекратила преследование конвоя. Экипаж устранил полученные повреждения без прерывания боевого патрулирования.